# Atletismo nos Jogos Pan-Americanos de 2023 - Revezamento 4x100 m masculino
A competição de revezamento 4x100 m masculino do atletismo nos Jogos Pan-Americanos de 2023 foi disputada em 2 de novembro no Parque Deportivo Estadio Nacional, em Santiago, no Chile. No total, competiram 44 atletas de 11 Comitês Olímpicos Nacionais (CON).

## Calendário
Horário local (UTC-4).
| Data          | Horário | Fase      |
| ------------- | ------- | --------- |
| 2 de novembro | 18:25   | Semifinal |
| 2 de novembro | 21:03   | Final     |

## Medalhistas
|  | BRA Brasil                                                    |  | CUB Cuba                                                     |  | ARG Argentina                                                        |
|  | Rodrigo do Nascimento Felipe Bardi Erik Cardoso Renan Gallina |  | Reynaldo Espinosa Edel Amores Yaniel Carrero Shainer Rengifo |  | Tomás Mondino Bautista Diamante Juan Ignacio Ciampitti Franco Florio |

## Recordes
Antes desta competição, os recordes mundiais e dos Jogos Pan-Americanos da prova eram os seguintes:
| Tipo                             | Atleta            | Tempo | Local   | Data                 |
| -------------------------------- | ----------------- | ----- | ------- | -------------------- |
|                                  | Jamaica           | 36.84 | Londres | 11 de agosto de 2012 |
| Recorde dos Jogos Pan-Americanos | Antígua e Barbuda | 38.14 | Toronto | 24 de julho de 2015  |

## Resultados

### Semifinal
Qualificação: Os três primeiros em cada bateria (Q) e os próximos dois mais rápidos (q) se classificaram para a final.
Estes foram os resultados:
| Posição | Bateria | Nacionalidade             | Atletas                                                                   | Tempo | Notas                |
| ------- | ------- | ------------------------- | ------------------------------------------------------------------------- | ----- | -------------------- |
| 1       | 2       | BRA Brasil                | Rodrigo do Nascimento, Felipe Bardi, Erik Cardoso, Renan Gallina          | 38.84 | Q                    |
| 2       | 1       | USA Estados Unidos        | Demarius Smith, Christopher Royster, Ilias Garcia, Terrance Laird         | 38.89 | Q                    |
| 3       | 1       | CUB Cuba                  | Reynaldo Espinoza, Edel Amores, Yaniel Carrero, Shainer Rengifo           | 38.92 | Q                    |
| 4       | 2       | ARG Argentina             | Tomás Mondino, Bautista Diamante, Juan Ciampitti, Franco Florio           | 39.53 | Q                    |
| 5       | 1       | TTO Trinidad e Tobago     | Jerod Elcock, Judah Taylor, Eric Harrison Jr, Kyle Greaux                 | 39.53 | Q                    |
| 6       | 2       | JAM Jamaica               | Odaine McPherson, Jevaughn Whyte, Andrae Dacres, Michael Sharp            | 39.55 | Q                    |
| 7       | 2       | VEN Venezuela             | David Vivas, Rafael Vásquez, Alexis Nieves, Bryant Alamo                  | 39.65 | q                    |
| 8       | 1       | PAR Paraguai              | Gustavo Mongelos, Misael Zalazar, Jonathan Wolk, César Almirón            | 39.71 | q                    |
| 9       | 2       | SKN São Cristóvão e Neves | Hakeem Huggins, Nadale Buntin, Warren Hazel, Royden Peets                 | 39.93 | Recorde da temporada |
| –       | 2       | COL Colômbia              | Jhonny Rentería, Carlos Flórez, Arnovis Dalmero, Ronal Longa              | DNS   |                      |
| –       | 1       | DOM República Dominicana  | Christopher Valdéz, Yancarlos Martínez, Melbin Marcelino, Franquelo Pérez | DNF   |                      |

### Final
Estes foram os resultados:
| Posição | Raia | Nacionalidade         | Atletas                                                           | Tempo | Notas                |
| ------- | ---- | --------------------- | ----------------------------------------------------------------- | ----- | -------------------- |
| 01 !    | 7    | BRA Brasil            | Rodrigo do Nascimento, Felipe Bardi, Erik Cardoso, Renan Gallina  | 38.68 |                      |
| 02 !    | 5    | CUB Cuba              | Reynaldo Espinoza, Edel Amores, Yaniel Carrero, Shainer Rengifo   | 39.26 |                      |
| 03 !    | 4    | ARG Argentina         | Tomás Mondino, Bautista Diamante, Juan Ciampitti, Franco Florio   | 39.48 | Recorde da temporada |
| 4       | 8    | TTO Trinidad e Tobago | Jerod Elcock, Judah Taylor, Eric Harrison Jr, Kyle Greaux         | 39.54 |                      |
| 5       | 1    | PAR Paraguai          | Gustavo Mongelos, Misael Zalazar, Jonathan Wolk, César Almirón    | 39.71 |                      |
| 6       | 3    | JAM Jamaica           | Odaine McPherson, Jevaughn Whyte, Andrae Dacres, Michael Sharp    | 39.81 |                      |
| 7       | 2    | VEN Venezuela         | David Vivas, Rafael Vásquez, Alexis Nieves, Bryant Alamo          | 39.81 |                      |
| –       | 6    | USA Estados Unidos    | Demarius Smith, Christopher Royster, Ilias Garcia, Terrance Laird | DNF   |                      |

Legenda
| Recorde mundial                  | Recorde mundial (World record)               |                       | Recorde africano                      | Recorde africano (African) |                                           | Q | Classificado por posição (Qualified) |
| Recorde dos Jogos Pan-Americanos | Recorde pan-americano (Pan-American record)  | Recorde da América    | Recorde da América (Americas)         | q                          | Classificado por melhor tempo (Qualified) |   |                                      |
| Melhor marca do ano              | Melhor marca do ano (World leading)          | Recorde asiático      | Recorde asiático (Asian)              | DNS                        | Não largou (Did not start)                |   |                                      |
| Recorde nacional                 | Recorde nacional (National record)           | Recorde europeu       | Recorde europeu (European)            | DNF                        | Não terminou (Did not finish)             |   |                                      |
| Recorde pessoal                  | Recorde pessoal do atleta (Personal best)    | Recorde da Oceania    | Recorde da Oceania (Oceania)          | DSQ / DQ                   | Desclassificado (Disqualified)            |   |                                      |
| Recorde da temporada             | Recorde da temporada do atleta (Season best) | Recorde sul-americano | Recorde sul-americano (South America) | NM                         | Sem marca (No mark)                       |   |                                      |